# Regione degli Afar
La regione degli Afar  (in amarico ዓፋር ክልል, ʾAfar kilil, in afar Qafar Rakaakayak) è una regione dell'Etiopia nord-orientale abitata in maggioranza da popolazioni Afar.

## Descrizione
La regione-stato è stata istituita nel 1995. Confina a nord con l'Eritrea, ad est con Gibuti (già Territorio francese degli Afar e degli Issa) e con la regione dei Somali, a sud con la regione di Oromia ed a ovest con le regioni di Amara e del Tigrè.
Nella parte settentrionale il territorio è costituito dal bassopiano arido della depressione della Dancalia. Nell'estremo nord sono situati i laghi salati di Karum (chiamato anche lago Asale) e Afrerà (chiamato anche lago Giulietti). A sud-est del lago Karum è situato il vulcano attivo Erta Leva che fa parte della catena montuosa di Erta Leva che raggiunge la massima altezza di 1031 metri con il vulcano Ale Bagu. 
Nell'area centro-meridionale scorre il fiume Auasc che una volta entrato nel territorio della depressione della Dancalia si perde in una serie di laghi salati al confine con Gibuti. In quest'area è situata Asaita, in passato la capitale della regione. La nuova città di Semera, edificata sulla strada Auash-Assab, una volta completata è divenuta la nuova capitale.

## L'oceano Afar
Questa zona del continente, la cosiddetta Depressione dell'Afar si sta lentamente separando lungo due direzioni. Il processo straordinario che si sta manifestando sotto gli occhi degli esperti è quello di una graduale riduzione dello spessore della crosta continentale sotterranea all'Afar, che si è dimezzato rispetto a quello precedente (ora è di 20 chilometri circa) a causa della spinta del magma che tende a spaccare la crosta e a fuoriuscirne e alcuni luoghi si trovano già al di sotto del livello del mare. La zona è quindi resa incandescente da catene vulcaniche e da fenomeni tellurici frequenti. Secondo lo scenario prospettato dai geologi, nel lasso di tempo di un milione di anni, i tre fenomeni dello stiramento con un graduale abbassamento della crosta, oltre alle inondazioni del Mar Rosso, convertiranno l'Afar in un nuovo oceano.
L'Erta Ale ospita un lago di lava permanente, caratterizzato da temperature che raggiungono i 1200º Celsius. Un altro elemento che rende poco ospitale l'Afar sono i vapori tossici a base di idrocarburi.
Già in passato si erano verificati fenomeni di alterazione dell'habitat, come quello avvenuto 80 000 anni fa, quando una delle periodiche inondazioni del Mar Rosso ricoprì la pianura e lasciò tracce con le incisive gole formatesi.
Gli abitanti della zona vivono in un territorio molto povero e inospitale e ricorrono ai residui salini delle inondazioni come mezzo di scambio commerciale.

## Geografia antropica

### Suddivisioni amministrative
La regione è divisa nelle seguenti 5 zone amministrative:
- Awsi (ex Zona 1)
- Fanti (ex Zona 4)
- Gabi (ex Zona 3)
- Hari (ex Zona 5)
- Kilbati (ex Zona 2)

## Società

### Evoluzione demografica
Da una stima redatta dalla Central Statistical Agency of Ethiopia (CSA) e pubblicata nel 2005, la popolazione risulta essere costituita da 1 389 004 abitanti. Il maggiore gruppo etnico risulta essere quello afar (91,8%). La più grossa minoranza è quella amhara (4,5 %) seguita da quella argobba (0,92 %).
Al censimento del 1994 la popolazione era costituita per il 96 % da musulmani e per il 3,86 % da cristiani copti.